# Nikant
Nikant (fra græsk Enneagon) er en polygon (mangekant) med ni sider. Vinklerne i en regulær nikant er 140°.
En ligesidet nikant angives med Schläfli symbolet {9} og har vinkler på 140°. Arealet af hver side a er givet ved
{\displaystyle A={\frac {9}{4}}a^{2}\cot {\frac {\pi }{9}}=(9/2)ar=9r^{2}\tan(\pi /9)}
{\displaystyle =(9/2)R^{2}\sin(2\pi /9)\simeq 6.18182\,a^{2},}
hvor radius r i den indskrevne cirkel er
{\displaystyle r=(a/2)\cot(\pi /9)}
og hvor R er radius af den ydre røringscirkel:
{\displaystyle R={\sqrt {(a/2)^{2}+r^{2}}}=r\sec(\pi /9).}
| Dodekaeder | Spire Denne artikel om geometri er en spire som bør udbygges. Du er velkommen til at hjælpe Wikipedia ved at udvide den. |